# Séguélon (département)
Le département de Séguélon est un département de Côte d'Ivoire. Il est situé au nord-ouest du pays, dans la région du Kabadougou, district du Denguélé.   